# Gotfryd Teodor Flak
Gotfryd Teodor Flak (od 1948 Stanisław Flak) pseud. Janek, Bruzda, Włodek (ur. 5 listopada 1900 w Sosnowcu, zm. 12 lipca 1968 w Katowicach) – działacz komunistyczny, powstaniec śląski.
Syn Stanisława, z którym 1908-1910 przebywał na zesłaniu na Syberii. Od 1913 był górnikiem. Uczestniczył w I i II powstaniu śląskim. Od 1924 członek Związku Młodzieży Komunistycznej (ZMK, od 1930 KZMP), należał do Komitetu Dzielnicowego (KD) ZMK Dębowa Góra. 
W latach 1929–1930 był sekretarzem KD KZMP Sosnowiec-Wschód. 1929-1931 członek Rady Nadzorczej, a następnie Komisji Rewizyjnej Robotniczej Spółdzielni Spożywców w Sosnowcu. W sierpniu 1930 został zwolniony z pracy i do 1939 był bezrobotny. Uczestniczył w strajkach i demonstracjach robotniczych i kolportował ulotki, organizował bezrobotnych. Kilkakrotnie aresztowany za działalność komunistyczną. Po wybuchu II wojny światowej wywieziony na roboty przymusowe do Niemiec, skąd wrócił w 1941. 
Od 1944 członek PPR. W lutym 1945 został wartownikiem w Komitecie Wojewódzkim (KW) PPR w Katowicach, a w marcu 1945 w WUBP. Sekretarz i członek egzekutywy POP. Jako rencista (od 1956) współpracował z Referatem Historii Partii przy KW PZPR.

## Odznaczenia
- Śląski Krzyż Powstańczy
- Krzyżem Kawalerskim Order Odrodzenia Polski